# Callicostella eberhardtiana
Callicostella eberhardtiana är en bladmossart som beskrevs av Brotherus och Jean Édouard Gabriel Narcisse Paris 1908. Callicostella eberhardtiana ingår i släktet Callicostella och familjen Hookeriaceae. Inga underarter finns listade i Catalogue of Life.